# Qt Extended
Qt Extended (anciennement Qtopia) est une plate-forme libre développée par Qt Software, basée sur la bibliothèque Qt pour les systèmes embarqués équipés du noyau Linux.
En 2009, Qt Extended est abandonné par son éditeur, ; en réaction, une communauté d'utilisateur se crée autour du projet QtMoko pour en perpétuer le développement.

## Fonctionnalités
Quelques fonctionnalités de Qt Extended :
- interface graphique sous forme de fenêtres
- framework de synchronisation
- environnement de développement
- interface d'internationalisation et de localisation
- jeux et multimédia
- saisie graphique de texte à l'aide du stylet
- saisie de texte à la manière de Graffiti de Palm OS
- interface de préférences système
- applications de productivité
- applications web
- implémentation de Java
- support du réseau sans fil
- intégration des outils standards de gestion de données personnelles (PIM) : contacts, calendrier, notes, etc.

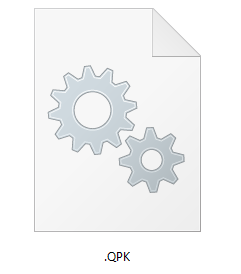
Extension QPK de Qt Extended
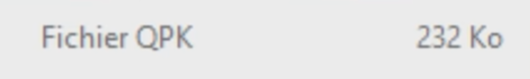
Fichier de structure de données

## Versions et produits concurrents
Il existe deux versions de Qt Extended : 
- Qt Extended Platform : pour les appareils électroniques sous Linux.
- Qt Extended Phone Edition : pour les téléphones portables.

Qt Extended est livré sur environ 45 appareils mobiles dont le Zaurus de Sharp Corporation, le Mylo de Sony et certains PDA d'Archos.
- OPIE (Open Palmtop Integrated Environment) est un produit dérivé de Qt Extended ;
- GPE est un autre environnement graphique pour assistant personnel, voir l'article en anglais : GPE Palmtop Environment.